# 학마을 사람들
〈학마을 사람들〉은 이범선의 단편소설이다. 한국 전쟁 전후를 배경으로 한다.

## 줄거리
학마을이라는 곳은 학을 신처럼 생각하는 마을이다. 왜냐하면 마을 사람들이 학이 찾아오는 해면 길운이 오고 오지 않는 해는 액운이 온다고 믿기 때문이다. 일제 말에도 징용으로 끌려갈 때는 학이 찾아오지 않았으나 광복이 되고는 다시 학이 마을을 찾았다.
그러나 학이 한 마리 떨어져 죽자 한국전쟁이 발발했다. 인민군이 들어오자 액운이라고 믿은 마을 사람들은 경계하는 눈초리였다. 인민군은 인민위원장으로 마을 사람 '바우'를 내세웠다. 바우는 학 신화를 부정하며 "반동, 반동"이라고 날뛰고 학을 죽인다.
그 후 마을 사람들은 부산으로 피난을 가나 끝나기 직전에 돌아온다. 얼마 되지 않아, 바우를 기다리던 할아버지 박 훈장은 시체로 발견되고 이장은 사망한다. 덕이와 마을 사람들이 장례를 치르고 돌아올때 봉네의 손에는 조그마한 애송나무가 들려 있다.

## 등장인물
- 바우 : 마을에 나가 있었다가 북한군들과 공산주의자들의 지식으로 인해 공산주의자가 되어버리고 학 한마리를 쏘아 죽인 인물
- 덕이 : 주인공이다